# تن‌فروشی در عراق
تن‌فروشی در عراق، (عربی: الدعارة في العراق) غیرقانونی است. نظام کیفری کشور عراق تن‌فروشی و فاحشگی را به عنوان یک جرم بر شمرده است. تن‌فروشان، مهیا کنندگان مکان تن‌فروشی و مشتریان (مردان) در قبال فعالیت در این جرم، قانوناً پاسخگو هستند.
گروهی از زنان عراقی که در جنگ عراق از این کشور گریختند، مجبور به عمل روسپی‌گری شدند. برخی از منابع این تعداد را ۵۰ هزار نفر زن پناهنده در کشور سوریه برآورد کرده‌اند که شامل زنان بیوه و ایتام هستند. برخی منابع هم گزارش داده‌اند که زنان در کشورهای عربی حوزه خلیج فارس مورد بهره‌کشی جنسی قرار می‌گیرند.